# Seututie 866
La route régionale 866 (finnois : Seututie 866) est une route régionale allant du village Sänkikangas de Kuusamo jusqu'à la frontière entre la Finlande et la Russie à Kuusamo en Finlande,,.

## Présentation
La seututie 866 est une route régionale de Ostrobotnie du Nord.

## Galerie

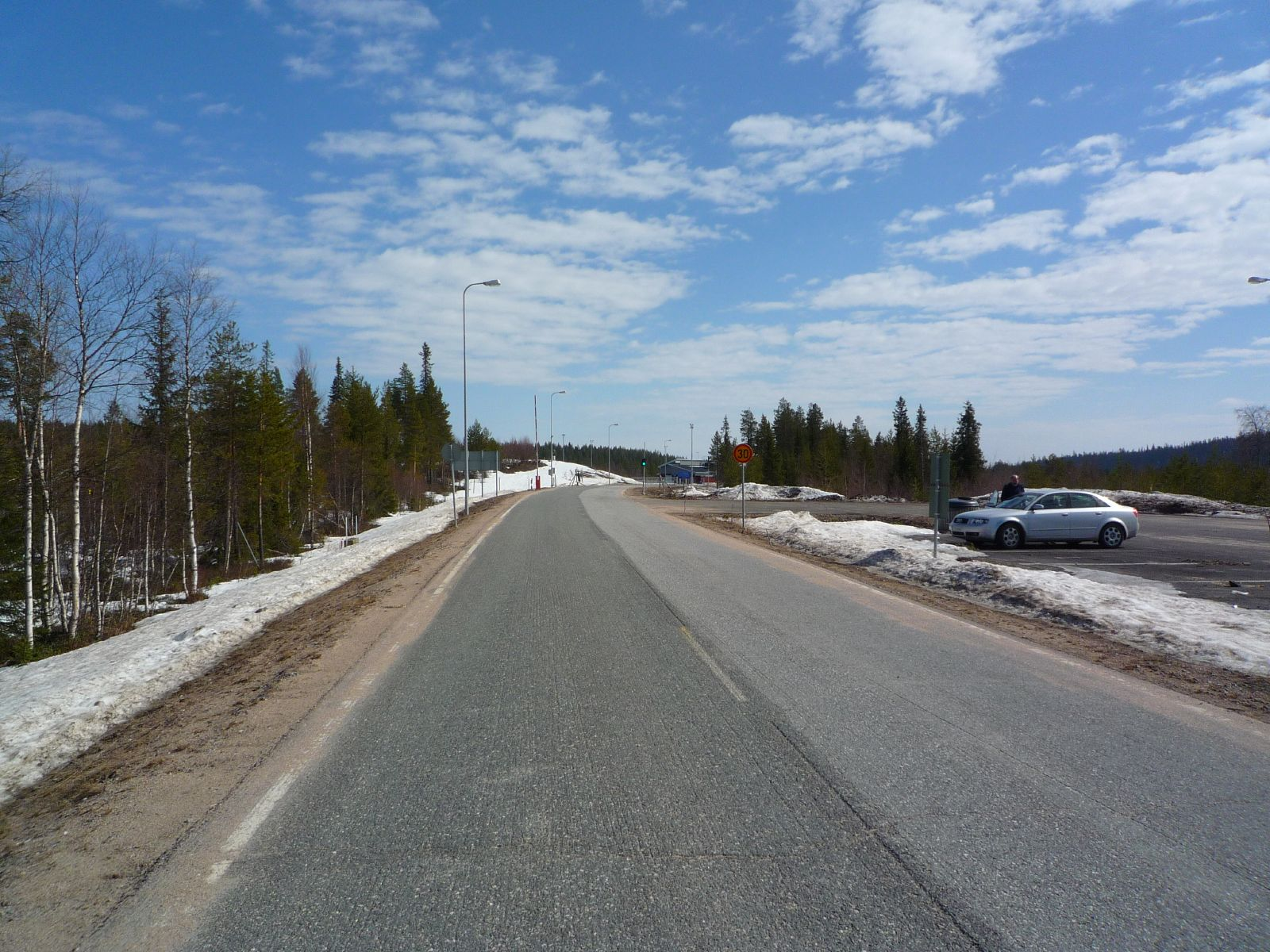
La route 866 a la frontière entre la Finlande et la Russie.

## Parcours
- Kuusamo
  - Sänkikangas
  - Kemilä
  - Kortesalmi
  - Poste frontière